# Пресељење Мађара у Чешку
Пресељење Мађара у Чешку биo je низ масовних депортација мађарског становништва из јужне Словачке у Чешку од стране чехословачких власти. Депортације су се одвијале по окончању Другог  светског рата у периоду од 1945. до 1947. године.
Примарни циљ пресељења Мађара био је измена етничког састав Јужне Словачке.   Ове регрутације радне снаге  чешки историчар Карел Каплан назвао  је унутрашњом колонизацијом, а према њему њихов  политички циљ ... био је премештање дела мађарске мањине са мађарске границе у циљу уништавање  компактности ове територијалне јединица. Ова колонизација такође је имала непосредни индустријски циљ - обезбедити осиромашеним деловима радну снагу.

## Позадина
Чехословачки званичници, имајући у виду претходну мађарску офанзивну иредентистичку политику, присуство мађарске мањине доживљавали су као трајну претњу миру и стабилности државе. После неуспелих покушаја да се постигне његово једнострано расељавање по принципу како је то обављено са Немацим, фокус решења мађарског питања замењено је идејом о размена становништва са Мађарском, једним делом и, ресловакизацијом и присилним пресељењем унутар државе, другим делом.
Овим мерама требало је:
- смањити концентрацију мађарске мањине у јужној Словачкој, размештањем по целој територији Чехословачке,
- након расељавања припремити услове за  постепену  асимилацију Мађара.
- решити проблем недостатак радне снаге у Чешкој након расељавања Немаца, расељеним  Мађарима из словачке.[1]  Међутим, Мађари нису пресељени искључиво на чешку границу где су некада живели Немци, већ и у друге централне округе.

## Расељавање у фазама
Председнички указ бр. 071/1945 зб. („у вези са радном дужношћу лица која су изгубила чехословачко држављанство“) и бр. 88/1945 Цол. („у вези са универзалном радном обавезом“) овластио је чехословачку администрацију да људе запосли у плаћеној радној служби на највише годину дана како би надокнадио део ратне штете.
Под маском „регрутовања радне снаге”, депортација Мађара из Јужне Словачке започела је уз недавно испражњене чешке границе. Онима који нису могли да докажу да су били/или остали лојални Чехословачкој током рата или да су учествовали у ослобађању или да су били изложени нацистичком терору, одузета је имовина према председничкој уредби бр. 108/1945 Цол. („у вези са одузимањем непријатељске имовине и Фондом за националну обнову“).  Транзитни возови били су означени ознаком „добровољни пољопривредни радници“.
Први талас расељавања
Први талас пресељења догодио се од септембра до децембра 1945. године, када је 9.247 Мађара депортовано у Чешку.  Акција је заустављена релативно брзо, пошто се Чехословачка Република у то време фокусирала на закључивање споразума о размени становништва.
Од јула до августа 1946. године, Чехословачка Република је организовала регрутовање радне снаге у Чешкој на добровољној основи под мотом Словачка помоћ Чешкој у пољопривредним радовима, у чему је мађарска мањина учествовала у минималној мери.
Након неуспеха акције међу мађарским становништвом и у вези са мировном конференцијом у Паризу, која је одбацила ревизионистичке мађарске тврдње, као и једностраним премештајем мађарског становништва, чехоловачке власти одлучиле су да употребе присилно протеривање.
Главна фаза расељавања
Главна фаза расељавања у Чешку републику одвијала се између новембра 1946. године и фебруара 1947. године, када је пресељено 41.666 људи мађарске националности.

## Супротстављени ставови
Иако је Чехословачка Република оправдавала расељавања Мађара радном обавезом на основу Указа председника Републике бр. 88/1945 Кол. („у вези са универзалном радном обавезом“), она, није испоштовао неколико одредби ове уредбе:
- Расељавање је имало облик насилне депортације уз учешће органа државне безбедности
- Због депортације читавих породица, укључујући жене и децу, цео догађај је био врло нехуман и донео је низ емоционално напетих сцена.

Ситуацију је почетком године погоршало неповољно зимско време. Сукоби са органима безбедности и покушаји бекства такође су однели више живота.
Расподела Мађара међу чешким сељацима извршена је на начин који је срозао људско достојанство. У таквим условима Мађари су масовно побегли са нових послова и вратили се својим кућама, где је тада дошло до сукоба са новим насељеницима које су затекли на свом имању.

## Статистика
Између јула и августа 1946. године, под слоганом „Словачки пољопривредни рад који помаже Чешкој“, више хиљада Мађара је депортовано у Чешку.  На крају је 40.000,  до 45.000, или 50000, Мађара депортовано на чешке територије, недавно очишћене од судетских Немаца, али и у друга подручја у којима је била потребна радна снага. За имања која су им у Словачкој одузета, додељена су им имања бивших Судетских Немаца.  Према подацима Словачког националног архива, 41.666 Мађара је депортовано из јужне Словачке.
| Окрузи Словачке                            | Број Мађара (1930), | Пресељене мађарске породице | Пресељени мађарски појединци |
| ------------------------------------------ | ------------------- | --------------------------- | ---------------------------- |
| Шаморин (сада део Дунајска Стреда)         | 27,030              | 767                         | 3,951                        |
| Дунајска Стреда                            | 39,070              | 698                         | 3,551                        |
| Коморан                                    | 53,154              | 1,483                       | 6,694                        |
| Галанта                                    | 41,474              | 874                         | 3,972                        |
| Шаља                                       | 28,431              | 694                         | 2,931                        |
| Нове Замки                                 | 19,625              | 313                         | 1,391                        |
| Хурбаново (сада део Округ Коморан)         | 36,940              | 966                         | 3,960                        |
| Штурово (сада део Округ Нове Замки)        | 39,483              | 1,008                       | 3,956                        |
| Желиезовце (сада део Округ Љевице)         | 24,164              | 864                         | 3,282                        |
| Љевице                                     | 12,190              | 198                         | 675                          |
| Вељки Кртиш                                | 11,023              | 97                          | 437                          |
| Јасенске                                   | 25,195              | 547                         | 2,156                        |
| Торнажа (сада део Округ Ревуца)            | 17,701              | 631                         | 2,615                        |
| Рожњава                                    | 14,767              | 100                         | 380                          |
| Спиш                                       | 16,737              | 83                          | 390                          |
| Краловски Хлмец (данас део Округ Требишов) | 24,514              | 116                         | 590                          |
| Укупно                                     | 448,481             | 9,610                       | 41,666                       |

Мађари који су остали у Словачкој постали су мета покушаја словачке асимилације.